# Otto Nippold

Otto Nippold

Otto Nippold (* 28. Februar 1902 in Meiningen; † 17. Mai 1940 in Mondrepuis) war ein deutscher politischer Funktionär. Er war u. a. stellvertretender NSDAP-Gauleiter in München-Oberbayern sowie Mitglied des Reichstags.

## Leben und Wirken
Nippold besuchte das Realgymnasium in Meiningen und studierte an der Universität München zunächst Forstwirtschaft und danach Rechtswissenschaft. Während seines Studiums wurde er 1920 Mitglied der Burschenschaft Rhenania München. Er war anschließend als Forstreferendar für einige Monate an der Landwirtschaftskammer in Breslau tätig und danach zweieinhalb Jahre als Gerichtsreferendar in München.
Nippold trat 1923 der NSDAP bei und war 1928 und 1929 im NS-Studentenbund aktiv. Zum 1. Juni 1929 schloss er sich der neugegründeten NSDAP wieder an (Mitgliedsnummer 129.975). Er war Begründer und bis 1930 Leiter der NSDAP-Ortsgruppe in Gauting. Von 1930 bis September 1932 war er Gaugeschäftsführer im Gau München-Oberbayern. In dieser Zeit gab er seine Berufstätigkeit zugunsten der Partei auf. Angesichts seiner aggressiven Publikationen kam es zu zahlreichen Verurteilungen Nippolds wegen Staatsbeleidigung und Verunglimpfung politischer Gegner. 1932 weigerte sich Gauleiter Adolf Wagner wie bislang die Geldstrafen Nippolds aus der Parteikasse zu finanzieren. Besondere Missbilligung Wagners fand die Zerstörung von Fensterscheiben der Münchner Neuesten Nachrichten durch Nippold. Angesichts ausstehender Bußgelder von mindestens 3000 RM floh Nippold im Herbst 1932 nach Südtirol, kehrte aber nach einer Weihnachtsamnestie gegen Jahresende zurück. Dem Historiker Mathias Rösch zufolge trugen erhebliche persönliche Probleme Nippolds, insbesondere das Scheitern seiner Ehe, zu seiner Aggressivität bei. Rösch sieht Nippold als ein Beispiel dafür, dass die Münchner NSDAP „durchaus unter den problematischen Charakteren ihrer Führer zu leiden hatte“.
Nach der Machtübertragung an die Nationalsozialisten war Nippold von Februar bis April 1933 NSDAP-Kreisleiter in Ingolstadt. Bis zu seinem Tod war er stellvertretender Gauleiter im Gau München-Oberbayern. Ab der 9. Wahlperiode im November 1933 war Nippold für den Wahlkreis 24 (Oberbayern-Schwaben) Mitglied des Reichstags. Ab diesem Zeitpunkt leitete er die Landesstelle des Reichsministeriums für Volksaufklärung und Propaganda für München und Oberbayern und war in Personalunion Landeskulturwalter. Von 1935 bis 1937 war er außerdem Kreisleiter der NSDAP in München und Landeskulturwalter für den Gau München-Oberbayern. 1937 war Nippold maßgeblich an der Inszenierung der antisemitischen Ausstellung Der ewige Jude beteiligt. Ferner übernahm er die Leitung des 1937 gebildeten Reichspropagandaamtes München-Oberbayern.
Nippold fiel als Angehöriger der Wehrmacht bei Kampfhandlungen während des Westfeldzuges in Frankreich. Er liegt auf der Kriegsgräberstätte Fort-de-Malmaison begraben.
Als Nachfolger für Nippold als Abgeordneter des Reichstages rückte nach seinem Tod Wilhelm Wettschureck nach.